# 細嘴矮鱸
細嘴矮鱸為輻鰭魚綱鱸形目鱸亞目真鱸科的一種，為亞熱帶淡水魚，分布於澳洲西澳大利亞淡水及半鹹水流域，體長可達3.9公分，棲息在底中層水域，生活習性不明。

## 擴展閱讀
維基物種上的相關：細嘴矮鱸